# Loris Zanotti
Loris Zanotti (13 settembre 1962) è un ex calciatore sammarinese, di ruolo centrocampista.

## Carriera

### Club
Durante la sua carriera ha giocato con Juvenes/Dogana e San Marino.

### Nazionale
Conta 9 presenze con la Nazionale sammarinese.